# Monika Pučelj
Monika Pučelj (Slovenj Gradec, 14 oktober 1984) is een Sloveens zangeres.

## Discografie

### Albums
- Mi paše (2002)
- Ostani z mano (2006)

- International Standard Name Identifier: 0000 0004 0667 9691
- MusicBrainz: 6b7c9f51-374f-46db-bd2d-67b5458b913c
- Virtual International Authority File: 57170179244615590881